# Priekule (Letonia)
Priekule (alemán: Preekuln) es una villa letona, capital del municipio homónimo.
A 1 de enero de 2016 tiene 2167 habitantes.
Se conoce su existencia como localidad fortificada desde 1483, aunque se desarrolló como localidad importante a finales del siglo XIX gracias a la construcción del ferrocarril entre Liepāja y Vilna. Adquirió rango de villa en 1928.
Se ubica unos 35 km al este de Liepāja, cerca de la frontera con Lituania.